# Замок Парга
Замок Парга (грец. Κάστρο Πάργας) — середньовічна цитадель на вершині пагорба в містечку Парга, Епір, Греція. Потужні укріпленням замку використовувались для захисту міста від вторгнення з суші та моря. Він займав стратегічне положення на скелястому мисі з видом на море з трьох сторін та місто на четверту.

## Історія
У давнину територія навколо замку була заселена грецьким племенем теспротян. Тут, ймовірно, знаходилося древнє місто Торіне. До того, як був побудований замок Парга жителі міста Парга намагались захистити незахищене зі сторони моря місце від нападів піратів, а згодом і османів. Для цього вони в XI столітті за допомогою норманів побудували перші укріплення. У XV столітті, коли османський контроль над регіоном посилився, венеційці відбудували замок для зміцнення регіону.
Місто та його замок були запропоновані епірським деспотом Миколаєм Орсіні Венеційській республіці в обмін на її допомогу проти Візантійської імперії. Під час повстання в Епірі в 1338/39 роках проти візантійського імператора Андроніка III Палеолога, Парга залишилася вірною імператору. У 1390-х роках місто було під владою Джона Спати, володаря Арти.
Місто перейшло під контроль Венеційської республіки у 1401 р.. Замок був під керівництвом каштеляна, як материковий ексклав венеційських володінь наострові Керкіра. Венеційське володіння було підтверджено Османсько-венеційською угодою 1419 р. Окрім коротких періодів османського володіння, місто залишалося у венеційських руках аж до ліквідації Венеційської республіки Наполеоном в 1797 році.
У 1452 р. Паргу та замок два роки займав Хаці-бей та частина замку на той час була зруйнована. У 1537 р. Османський адмірал Хайр ад-Дін Барбаросса спалив і зруйнував фортецю та будинки всередині. До реконструкції замку у 1572 році венеційцями турки ще раз зруйнували його.
Напис над зовнішніми воротами датує будівництво у 1707 р. графом Марко Теоточі, намісником і капітаном Парги цієї частини стіни.
У 1792 р. венеційці розпочали третю фазу будівництва замку, причому роботи були завершені французами у 1808 р., які перебували на цій території в період з 1797 та 1814 роки. Замок залишався непереможним до 1819 року, незважаючи на напади головним чином Алі-паші Тепелєнського з Яніни, який брав замок в облогу.
У 1815 р., жителі Парги підняли повстання проти французького правління та звернулися по захист до британців. У 1819 році британці продали місто Алі-паші Тепелєнському за 150 000 фунтів стерлінгів. В результаті чого 4000 місцевих жителів з прахом предків, прапорами, жменькою землі з батьківщини, були заслані на Керкіру, де вони оселились. Алі-паша вніс у замок структурні доповнення, в тому числі зміцнивши існуючі стіни, побудував свій гарем та хамам та кардинально перебудували територію замку. У 1823 році Алі-пашу було вбито, і від нього замок перейшов під пряме османське підпорядкування.
Османське панування в Парзі та решті Епіру було припинено в 1913 р. після перемоги Греції в Балканських війнах тож місто і замок перейшли під контроль грецької держави.
У 2020 році муніципалітет громада Парги проводили роботи з прибирання та реставрації замку під наглядом Ефорату старожитностей Превези.

## Архітектура
Венеційці створили досконалий оборонний план, який посилювався природнім рельєфом його розташування на мисі. За межами замку доповнювали оборону вісім веж у різних місцях. Усередині незначної площі укріплень було зведено 400 будинків, таким чином, що вони займають невеликий простір.
Замок постачався водою з джерела "Кремазма" та мав дві цистерни для її зберігання. Замок Парга був непереможним протягом усього правління Алі-паші.
На арочних воротах входу на стіні видно крилатого лева Святого Марка, з написом "ANTONIO CERVASS 1764", емблеми Алі-паші, двоголових орлів та відповідні написи. В замку частково збереглися коридори, галереї для стрільби, бастіони, казарми, в'язниці, склади та два форти.

## Замок сьогодні
Сьогодні замок освітлений, і громадськість має можливість відвідати його. У центральній частині реконструйовано дві головні будівлі, де проводяться театральні вистави, виставки. У Замку також є кафе, виставковий простір, де розміщена фотовиставка.

## Фотогалерея

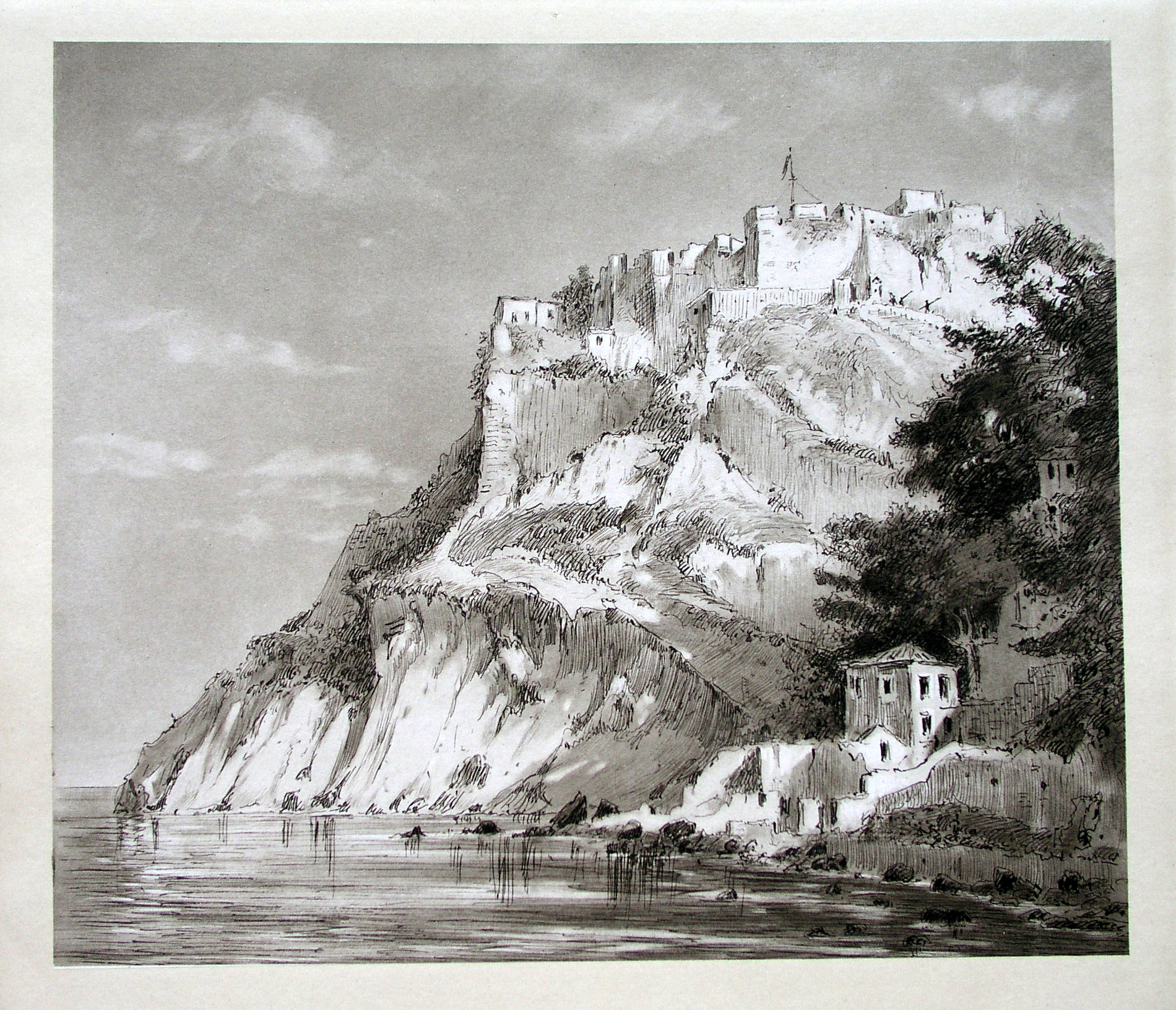
Зображення замку (1907 рік)
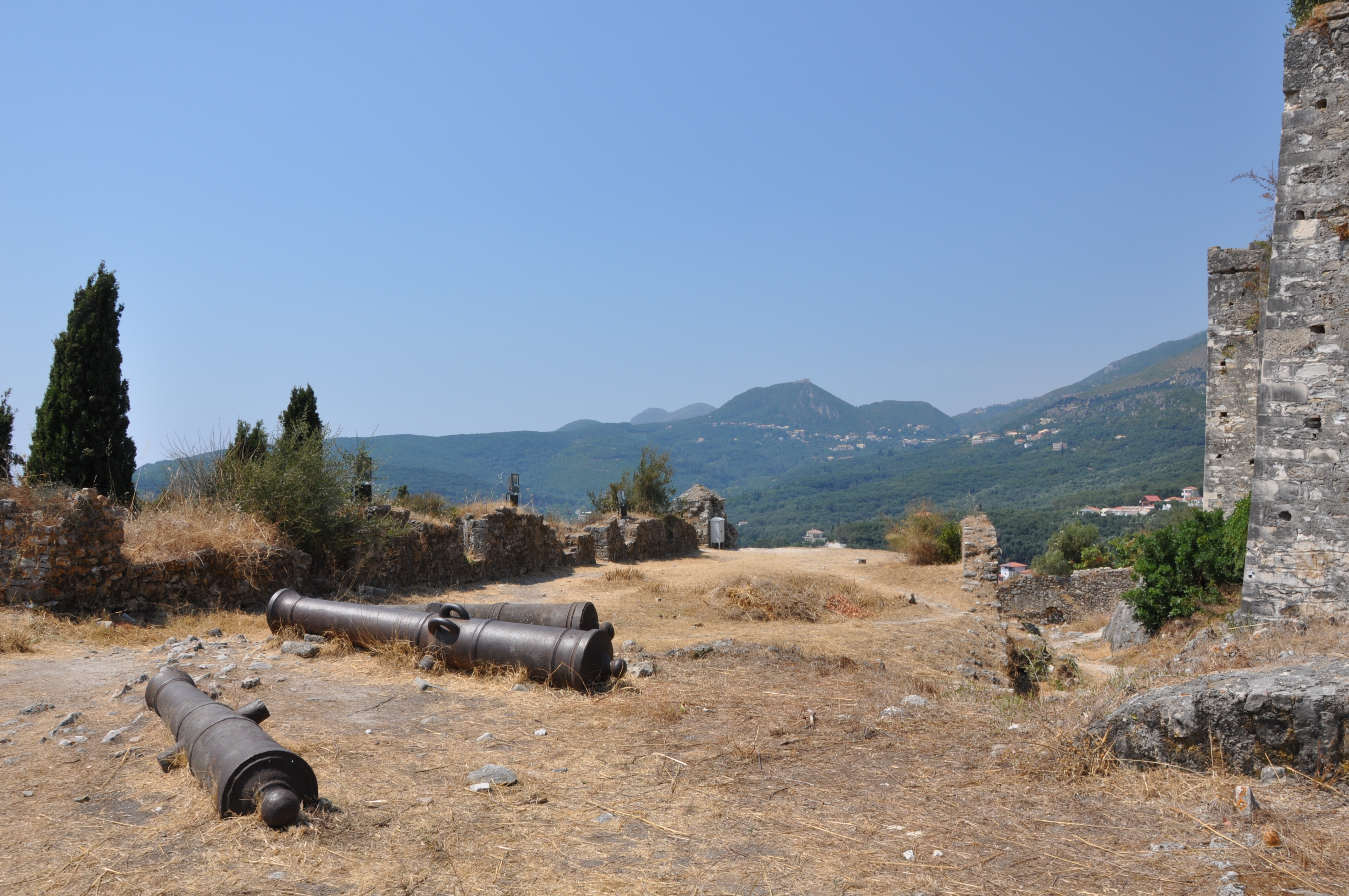
Гармати в замку
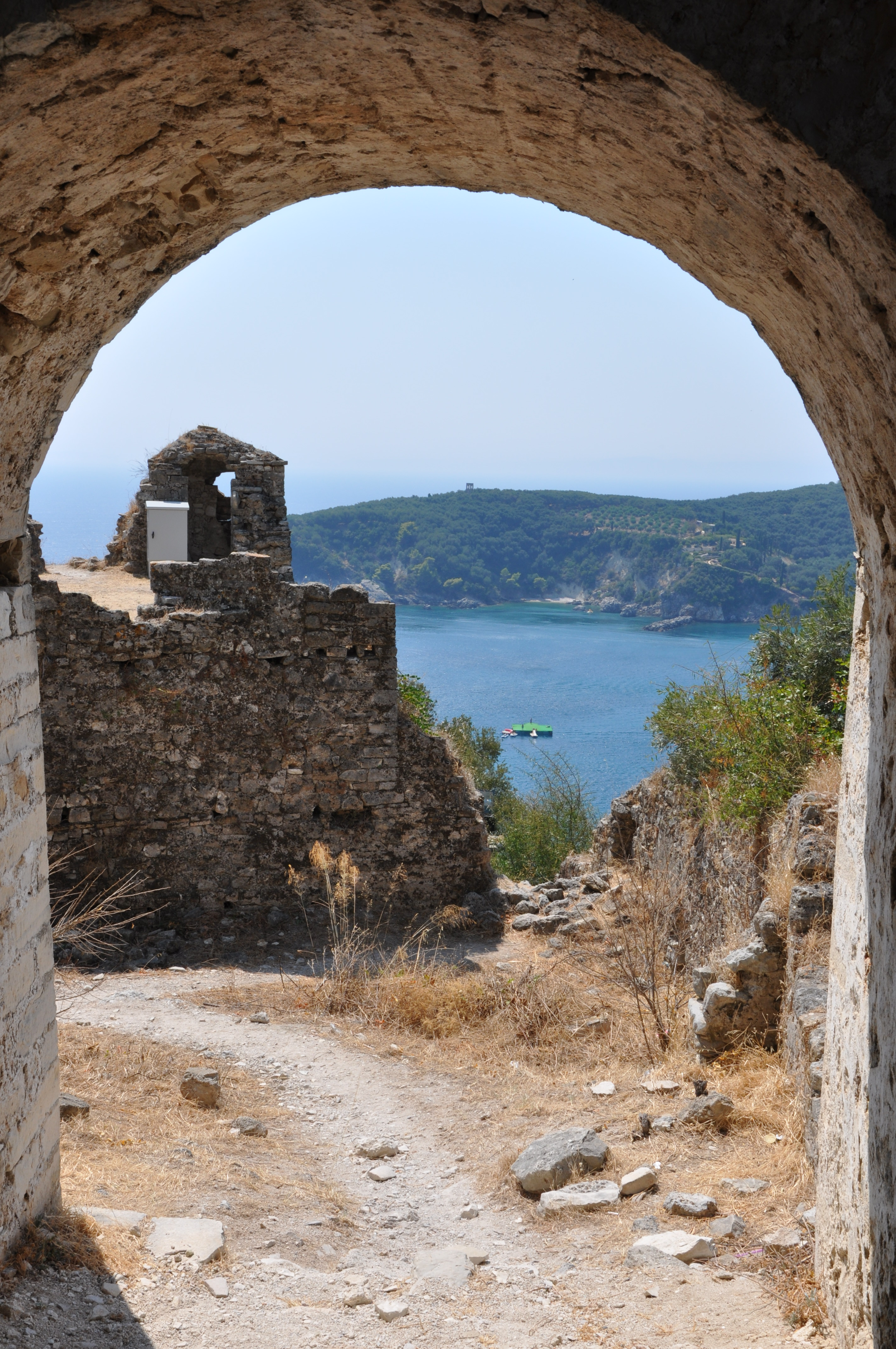
Вид із замку на затоку
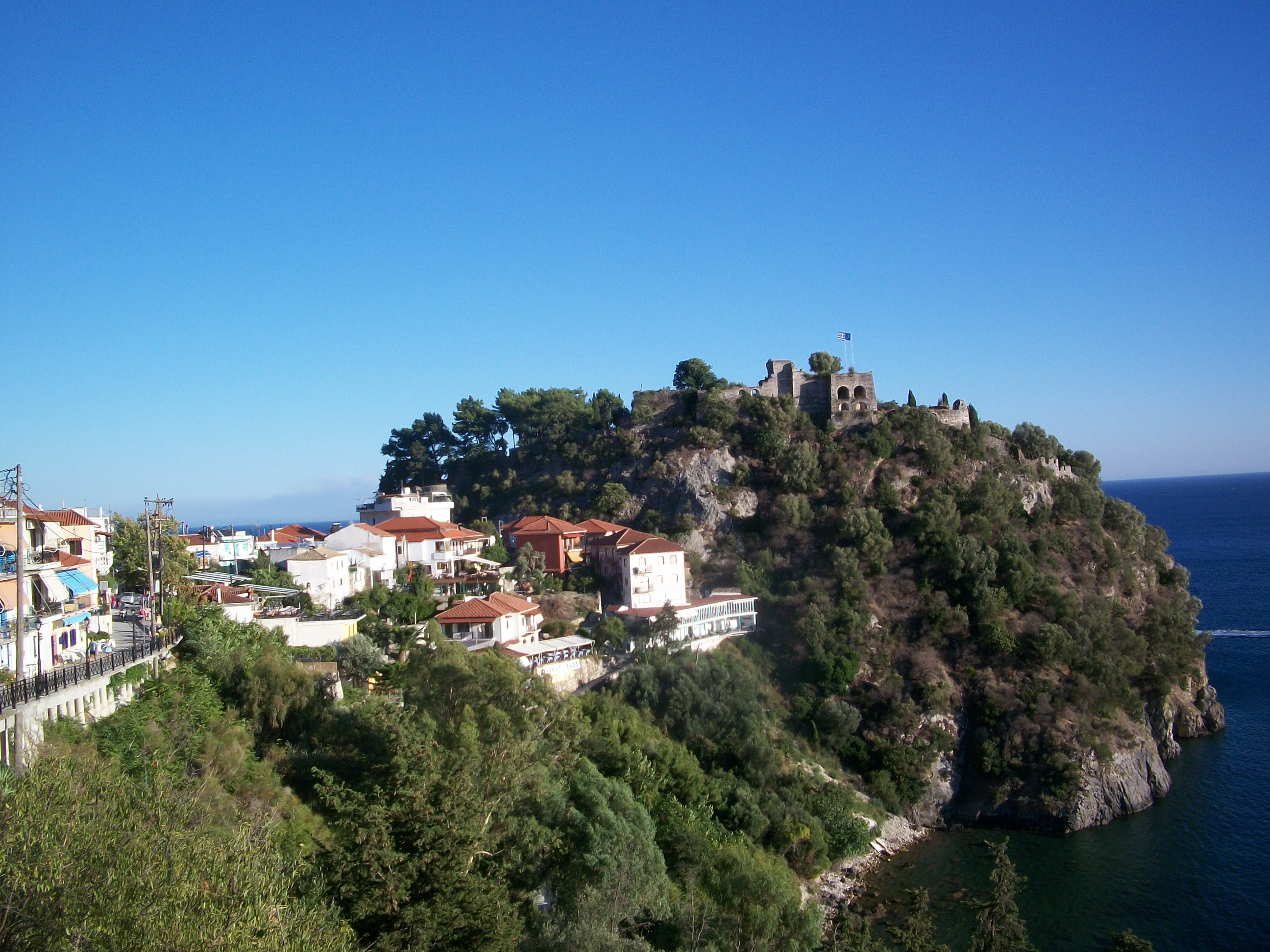
Вигляд замку на мисі